# Zubajda
Zubajda (arab. زبيدة) – wieś w Syrii, w muhafazie Aleppo. W 2004 roku liczyła 992 mieszkańców.